# Seznam poštovních známek České republiky 2018
Seznam českých poštovních známek vydaných v roce 2018
| číslo | datum              | nominální hodnota | rozměr     | grafika                         | rytí            | název                                                          |
| ----- | ------------------ | ----------------- | ---------- | ------------------------------- | --------------- | -------------------------------------------------------------- |
| 957   | 3. ledna 2018      | 24 Kč             | 26 × 46 mm | Jan Maget                       |                 | 25. výročí vzniku České republiky                              |
| 958   | 20. ledna 2018     | A                 | 40 × 23 mm | Vladimír Suchánek               |                 | Tradice české známkové tvorby: Jiří Bouda                      |
| 959   | 20. ledna 2018     | 37 Kč             | 23 × 40 mm | Zdeněk Netopil                  |                 | Český olympijský tým 2018                                      |
| 960   | 20. ledna 2018     | 16 Kč             | 40 × 23 mm | Zdeněk Netopil                  |                 | Český paralympijský tým 2018                                   |
| 961   | 21. února 2018     | A                 | 23 × 40 mm | Jan Kavan                       |                 | Technické památky: Budova Městské knihovny hl. m. Prahy        |
| 962   | 21. února 2018     | 20 Kč             | 23 × 40 mm | Petr Minka                      | Jaroslav Tvrdoň | Osobnosti: prof. MUDr. František Hamza                         |
| 963   | 21. února 2018     | A                 | 23 × 30 mm | Kryštof Krejča                  |                 | A. Mucha: Hradčany                                             |
| 964   | 21. února 2018     | A                 | 23 × 30 mm | Kryštof Krejča                  |                 | Velikonoce                                                     |
| 965   | 21. února 2018     | A                 | 50 × 29 mm | Filip Heyduk                    |                 | Státní symboly: VELKÝ STÁTNÍ ZNAK (Slezsko)                    |
| 966   | 21. února 2018     | A                 | 50 × 29 mm | Filip Heyduk                    |                 | Státní symboly: VELKÝ STÁTNÍ ZNAK (Morava)                     |
| 967   | 21. února 2018     | A                 | 50 × 29 mm | Filip Heyduk                    |                 | Státní symboly: PREZIDENTSKÁ STANDARTA                         |
| 968   | 21. února 2018     | A                 | 50 × 29 mm | Filip Heyduk                    |                 | Státní symboly: STÁTNÍ PEČEŤ                                   |
| 969   | 21. února 2018     | A                 | 50 × 29 mm | Filip Heyduk                    |                 | Státní symboly: MALÝ STÁTNÍ ZNAK                               |
| 970   | 21. února 2018     | A                 | 50 × 29 mm | Filip Heyduk                    |                 | Státní symboly: STÁTNÍ VLAJKA                                  |
| 971   | 21. února 2018     | A                 | 50 × 29 mm | Filip Heyduk                    |                 | Státní symboly: STÁTNÍ BARVY                                   |
| 972   | 21. února 2018     | A                 | 50 × 29 mm | Filip Heyduk                    |                 | Státní symboly: STÁTNÍ HYMNA                                   |
| 973   | 14. března 2018    | A                 | 40 × 23 mm | Milan Bauer                     |                 | Historické dopravní prostředky: kolesový parník Vltava         |
| 974   | 14. března 2018    | 23 Kč             | 40 × 26 mm | Adolf Absolon                   | Martin Srb      | Krásy naší vlasti: Dlouhé stráně                               |
| 975   | 4. dubna 2018      | E                 | 46 × 19 mm | Alan Záruba                     | Martin Srb      | Český design: Jan Kaplický                                     |
| 976   | 4. dubna 2018      | 19 Kč             | 40 × 23 mm | Zdeněk Daněk                    |                 | Osobnosti: Eduard Štorch                                       |
| 977   | 18. dubna 2018     | A                 | 19 × 23 mm |                                 | Miloš Ondráček  | Prezident: Miloš Zeman                                         |
| 978   | 2. května 2018     | E                 | 33 × 33 mm | Milan Bauer                     | Václav Fajt     | EUROPA: Mosty                                                  |
| 979   | 2. května 2018     | Z                 | 23 × 40 mm | Jiří Slíva                      |                 | Český jazz                                                     |
| 980   | 23. května 2018    | 32 Kč             | 40 × 50 mm | Miloš Ondráček                  | Miloš Ondráček  | Pražský hrad: Francesco da Ponte                               |
| 981   | 20. června 2018    | 19 Kč             | 23 × 40 mm | Pavel Sivko                     |                 | Vynálezy: Ohýbaný nábytek                                      |
| 982   | 20. června 2018    | 27 Kč             | 40 × 50 mm | Pavel Sivko                     |                 | 100 let československé poštovní známky                         |
| 983   | 20. června 2018    | 44 Kč             | 40 × 50 mm | Pavel Sivko                     |                 | 100 let československé poštovní známky                         |
| 984   | 20. června 2018    | A                 | 23 × 30 mm | Jaromír Knotek, Libuše Knotková |                 | Jedlé houby: Křemenáč březový                                  |
| 985   | 20. června 2018    | A                 | 23 × 30 mm | Jaromír Knotek, Libuše Knotková |                 | Jedlé houby: Muchomůrka růžovka                                |
| 986   | 20. června 2018    | 1 Kč              | 19 × 23 mm | Anna Khunová                    |                 | Konvalinka                                                     |
| 987   | 8. srpna 2018      | 59 Kč             | 50 × 40 mm | Kamil Knotek                    |                 | Bombajský dopis                                                |
| 988   | 8. srpna 2018      | 19 Kč             | 26 × 40 mm | Jan Maget, Eva Hašková          | Václav Fajt     | 100 let Poštovního muzea (1918 – 2018)                         |
| 989   | 8. srpna 2018      | 23 Kč             | 26 × 40 mm | Jan Maget, Eva Hašková          | Václav Fajt     | 100 let Poštovního muzea (1918 – 2018)                         |
| 990   | 8. srpna 2018      | 27 Kč             | 26 × 40 mm | Jan Maget, Eva Hašková          | Václav Fajt     | 100 let Poštovního muzea (1918 – 2018)                         |
| 991   | 5. září 2018       | 19 Kč             | 40 × 50 mm | Libuše Knotková, Jaromír Knotek | Martin Srb      | Ochrana přírody: Zoologické zahrady III.                       |
| 992   | 5. září 2018       | 23 Kč             | 40 × 50 mm | Libuše Knotková, Jaromír Knotek | Martin Srb      | Ochrana přírody: Zoologické zahrady III.                       |
| 993   | 5. září 2018       | 27 Kč             | 40 × 50 mm | Libuše Knotková, Jaromír Knotek | Martin Srb      | Ochrana přírody: Zoologické zahrady III.                       |
| 994   | 5. září 2018       | 33 Kč             | 40 × 50 mm | Libuše Knotková, Jaromír Knotek | Martin Srb      | Ochrana přírody: Zoologické zahrady III.                       |
| 995   | 5. září 2018       | A                 | 50 × 29 mm | Petr Ptáček                     |                 | Svět na kolejích II. – Parní lokomotiva                        |
| 996   | 5. září 2018       | A                 | 50 × 29 mm | Petr Ptáček                     |                 | Svět na kolejích II. – Motorový vůz                            |
| 997   | 19. září 2018      | 27 Kč             | 40 × 23 mm | Josef Dudek                     | Bohumil Šneider | Národní zemědělské muzeum – 100. výročí založení               |
| 998   | 10. října 2018     | 33 Kč             | 40 × 50 mm | Jan Maget                       | Václav Fajt     | Boj o českou státnost 1918: sv. Václav                         |
| 999   | 10. října 2018     | 33 Kč             | 40 × 50 mm | Jan Maget                       | Václav Fajt     | Boj o českou státnost 1918: T. G. Masaryk                      |
| 1000  | 10. října 2018     | 19 Kč             | 23 × 40 mm | Jan Kavan                       | Martin Srb      | 200. výročí Národního muzea v Praze                            |
| 1001  | 24. října 2018     | 19 Kč             | 40 × 26 mm | Filip Heyduk                    |                 | 100. výročí vzniku samostatného Československa: Řády a medaile |
| 1002  | 24. října 2018     | 23 Kč             | 40 × 26 mm | Filip Heyduk                    |                 | 100. výročí vzniku samostatného Československa: Řády a medaile |
| 1003  | 24. října 2018     | 27 Kč             | 40 × 26 mm | Filip Heyduk                    |                 | 100. výročí vzniku samostatného Československa: Řády a medaile |
| 1004  | 24. října 2018     | 33 Kč             | 40 × 26 mm | Filip Heyduk                    |                 | 100. výročí vzniku samostatného Československa: Řády a medaile |
| 1005  | 24. října 2018     | 19 Kč             | 23 × 40 mm | Zdeněk Netopil                  | Jaroslav Tvrdoň | Osobnosti: Miroslav Horníček                                   |
| 1006  | 24. října 2018     | 27 Kč             | 23 × 40 mm | Jan Kavan                       | Václav Fajt     | Osobnosti: František Ladislav Rieger                           |
| 1007  | 24. října 2018     | A                 | 23 × 40 mm | Jiří Slíva                      |                 | Svatomartinská tradice                                         |
| 1008  | 24. října 2018     | A                 | 30 × 23 mm | Filip Heyduk                    |                 | Vánoce: cukroví                                                |
| 1009  | 24. října 2018     | A                 | 30 × 23 mm | Filip Heyduk                    |                 | Vánoce: jablko                                                 |
| 1010  | 14. listopadu 2018 | 27 Kč             | 40 × 50 mm | Otakar Karlas                   |                 | Umělecká díla na známkách: Stanislav Libenský                  |
| 1011  | 14. listopadu 2018 | 33 Kč             | 40 × 50 mm | Miloš Ondráček                  |                 | Umělecká díla na známkách: Vladimír Komárek                    |
| 1012  | 14. listopadu 2018 | 41 Kč             | 40 × 50 mm | Martin Srb                      | Martin Srb      | Umělecká díla na známkách: Paulus Pontius                      |
| 1013  | 14. listopadu 2018 | A                 | 23 × 40 mm | Zdeněk Netopil                  | Miloš Ondráček  | T. G. Masaryk (známka)                                         |
| 1014  | 14. listopadu 2018 | A                 | 67 × 89 mm | Zdeněk Netopil                  | Miloš Ondráček  | T. G. Masaryk (aršík)                                          |
| 1015  | 5. prosince 2018   | A                 | 23 × 40 mm | Petr Minka                      |                 | Hradní stráž                                                   |